# 六戸町立義務教育学校六戸学園
六戸町立義務教育学校六戸学園（ろくのへちょうりつ ぎむきょういくがっこうろくのへがくえん）は、青森県上北郡六戸町大字犬落瀬に開校した公立義務教育学校。

## 概要
- 六戸町は、町立の小中学校を統合し、9年間の小中一貫教育を行う義務教育学校をして本校を開校させる[2][3]。青森県内での義務教育学校は、本校が初となった。
- 校舎は、青森県立六戸高等学校跡地に建設される[4]。
- 本校は、「4・3・2」制を採る。なお、六戸・七百両中学校在籍者については、学校制服は卒業まで、そのまま着用が可能となる。

## 沿革
- 2022年（令和4年）11月1日 - 六戸町は、校名を「六戸町立義務教育学校六戸学園」と決定[3]。
- 2023年（令和5年）
  - 4月3日 - 校章決定[5]。
  - 9月11日 - 校歌完成[6]。
- 2024年（令和6年）1月17日 - 校訓「みる、しる、とぶ」制定[7]。
- 2025年（令和7年）
  - 3月22日 - 学園ホームページ公開[8]。
  - 4月1日 - 開校[9]。同日、開校記念式典挙行[10]。
  - 4月8日 - 最初の始業式を午前に、第1回入学式を午後に、それぞれ挙行[11]。なお、令和7年度のみ、7年生（中学1年生相当）の入学式を行う。

## 学区
- 六戸町全域

## 周辺
- 国道45号
- 青森県道20号八戸三沢線
- 六戸町総合運動公園野球場
- 総合運動公園
- 舘野公園
  - さつき沼
- 六戸町営野球場
- 六戸町総合体育館
- 六戸町役場
- 六戸町立六戸中学校 - 本校開校と引き換えに閉校となった。

## アクセス
2023年6月時点のデータ
- 青い森鉄道線三沢駅からバスで15分
- 六戸町民バスの「旧六戸高校前」バス停下車。
  - 運行系統などは、六戸町ホームページを参照。